# Diego Padilla
Diego Hernán Padilla Victorica (Buenos Aires, 20 de setembro de 1960 — São Paulo, 3 de novembro de 2019 ) foi um ex-jogador de rugby union argentino naturalizado brasileiro. Considerado um dos maiores jogadores do Brasil neste esporte, foi um dos dois rugbiers brasileiros chamados no século XX pela seleção da América do Sul, os Jaguares, em 1980.
Atuava na posição de fullback, sendo descrito como difícil de ser marcado e forte na defesa e nos tackles, com visão de jogo e liderança.

## Origens
Proveniente de uma família argentina que emigrou toda a São Paulo em 1974  - o pai Ricardo Luis, a mãe Teresita Aurora e os irmãos Álvaro, Fermín, Javier, Rodrigo e Teresita  -, foi Diego quem incutiu o interesse dos Padilla pelo rugby; o pai preferia o futebol e o River Plate.
Ainda em Buenos Aires, com seis anos de idade, Diego pôde integrar o clube da Direção Autárquica de Obras Municipais, o Daom. A família viria a inteiramente envolver-se com a história do rugby brasileiro, com Ricardo e Teresita Aurora convertendo-se inclusive em figuras paternas no meio. Embora chegasse ainda jovem ao Brasil, sempre comunicou-se mais através de portunhol com sotaque rioplatense do que propriamente com a língua portuguesa.

## Como jogador
No Brasil, Diego Padilla foi um dos fundadores do primeiro time de rugby do Colégio Rio Branco, equipe que viria a se tornar um dos clubes mais tradicionais do Brasil, mas na época ainda restrito a competições juvenis. Ao extrapolar a idade juvenil máxima, os irmãos Padilla rumaram ao Nippon, clube da comunidade japonesa que abrigava muitos argentinos e uruguaios na equipe adulta, na qual Diego integrou ainda tendo dezesseis anos de idade. Aos 17, em 1978, recebeu sua primeira convocação à seleção brasileira, mas só foi admitido em campo após naturalizar-se. Padilla também emancipou-se e assim pôde estrear pelo Brasil em 1979, no campeonato sul-americano daquele ano - embora enfrentasse, como argentino, problemas no Chile (o país-sede) decorrentes do conflito de Beagle. Por outro lado, sua fluência do castelhano ajudava-o a transmitir aos colegas o que os adversários comunicavam em campo.
Também em 1979, com a entrada de norma de que os jogadores do Nippon precisavam ser também sócios do clube, os Padilla e outros argentinos e uruguaios rumaram ao Alphaville, ainda denominado Barbarians. O clube consolidou-se como potência em seguida, ganhando os campeonatos brasileiros de 1980, 1982, 1983 e 1985  antes de um tricampeonato seguido com as edições de 1987-1988-1989 e o bicampeonato de 1990-1991. O "Alpha" era assim o principal clube brasileiro do período, embora não tenha desde então conseguido mais nenhuma outra conquista do torneio. Quando não pôde ser campeão, Padilla festejava os títulos dos próprios adversários nas confraternizações pós-jogos.
Nesse período, Diego foi convocado à seleção da América do Sul reunida em 1980 para receber a África do Sul. Tornou-se assim o segundo brasileiro requisitado aos chamados Jaguares, compostos quase que integralmente por argentinos. Foi um dos dois únicos chamados pela seleção continental no século XX, após Pedro Cardoso, também requisitado naquele ano e em 1982. Padilla declararia que pesou para aceitar a convocação, em meio a recorrentes boicotes esportivos aos sul-africanos em retaliação ao apartheid, saber que que os Springboks pela primeira vez haviam recrutado um negro, Errol Tobias.
Posteriormente, em 1985, três irmãos Padilla (Diego, Javier e Rodrigo) puderam atuar juntos pela seleção brasileira em aguardado encontro contra outra potência, a França. Nela, o Brasil chegou a começar vencendo por 6-0 e, ainda que tenha perdido depois por 41-6, pôde orgulhar-se nas circunstâncias - Javier declararia que "Os caras eram muito bons. Lembro-me que começamos vencendo a partida (...). Só que o preparo e a técnica deles era muito superior. (...) Sem dúvida aquele jogo ficou marcado na minha vida por enfrentar um dos gigantes do rugby mundial. (...) Era jogo para a gente perder de 100 de diferença e nem chegar perto do ‘H’. Saímos extremamente felizes de campo".
Sobre Diego, seu outro irmão Fermín declararia o seguinte: "Ele era conhecido pelas 'loucuras' que fazia em campo e pela forma 'suicida' de enfrentar seus oponentes, não tinha medo de nada, principalmente naquela época, onde o rugby era um jogo muito mais 'sujo', e mais liberal no embate físico. Por exemplo, era permitido tacklear o jogador no ar, o que era muito perigoso (...). Já vi o Diego defender um possível try, sozinho, sendo que eram dois contra um. Estava ele posicionado no fundo do campo, em defesa, quando sobram dois jogadores da equipe adversária, que vêm ao seu encontro. Ele se antecipa, sobe em pressão, tackleia o jogador que está com a bola; este se livra da bola passando para o seu apoio, que passa por eles. O Diego se levanta e vai atrás deste jogador tackleando ele também, e defendendo o que seria um try certo, tudo muito rápido e inacreditável. De encher os olhos".
Contemporâneo de Diego como jogador, Antônio Martoni, por sua vez, descreveu-o em 2021 como "um jogador brilhante, forte, inteligente, fullback ou centro com tackle demolidor, com visão de jogo, liderança, arrogante e folgado dentro de campo".

## Como treinador
Diego seguiu defendendo a seleção brasileira até 1998, somando mais de cinquenta partidas, em tempos de infra-estrutura muito mais precária. Àquela altura, já havia chegado a também ser treinador da seleção, em dupla técnica com Antônio "Tó" Leme, função exercida por dois anos a partir de 1996. Como técnico, passou também pela Poli até 2014, e posteriormente pelo SPAC.

## Morte e homenagens
Diego Padilla faleceu às 23h50 de 3 de novembro de 2019, um dia após a final da Copa do Mundo de Rugby Union de 2019. Sofria de complicações de uma cirurgia na válvula mitral havia dois anos, e uma campanha de doação de sangue para si chegou a ser feita às vésperas entre a comunidade rugbier paulista após seu organismo rejeitar como um corpo estranho uma transfusão anterior, no que agravou-se para infecção generalizada com falência de múltiplos órgãos. Deixou a esposa Mônica e os filhos Aramis, Matias, Agustin e Ícaro.
Em 2021, a Confederação Brasileira de Rugby definiu a data de 20 de setembro, aniversário de Diego, como Dia Nacional do Rugbier, em homenagem a Padilla - relembrado como "um dos mais dedicados e participativos jogadores" de sua época. Sobre ele, a presidência do Conselho de Administração da entidade anunciou-o na ocasião como "uma das pessoas mais solidárias e íntegras do rugby brasileiro, levando os valores do nosso esporte por onde passou. Além de um jogador espetacular, foi treinador e auxiliou na construção do rugby fora do campo. Diego é alguém que simboliza o melhor do rugbier e acreditamos que a data reforçará tudo que buscamos transmitir através do esporte".
Também em 2021, foi publicada em outubro uma biografia, Don Diego, após arrecadação online organizada ainda em 2020 por amigos de Padilla e de renda voltada à família do ex-jogador. O autor, Sergio Xavier Filho, explicou que "achei que ia fazer um livro somente sobre um grande atleta, com dois planos em paralelo, o esportista e o cidadão. Daí se revelou uma história única e forte. Um homem que foi representante máximo do rugby e adaptou seus valores elevados em sua vida pessoal. Companheirismo, generosidade e abnegação foram características que saltaram dos depoimentos de amigos, colegas, familiares, fãs do esporte. Aprendi que a dinâmica do rugby exige essa abnegação. Quem não tem a bola precisa se doar para que seu colega de time possa avançar e pontuar. Diego é uma bela e prazerosa história para se contar".